# Ламайу
Ламайу́ (фр. Lamayou) — коммуна во Франции, находится в регионе Аквитания. Департамент — Атлантические Пиренеи. Входит в состав кантона Пе-де-Морлаас и дю Монтанерес. Округ коммуны — По.
Код INSEE коммуны — 64309.

## География

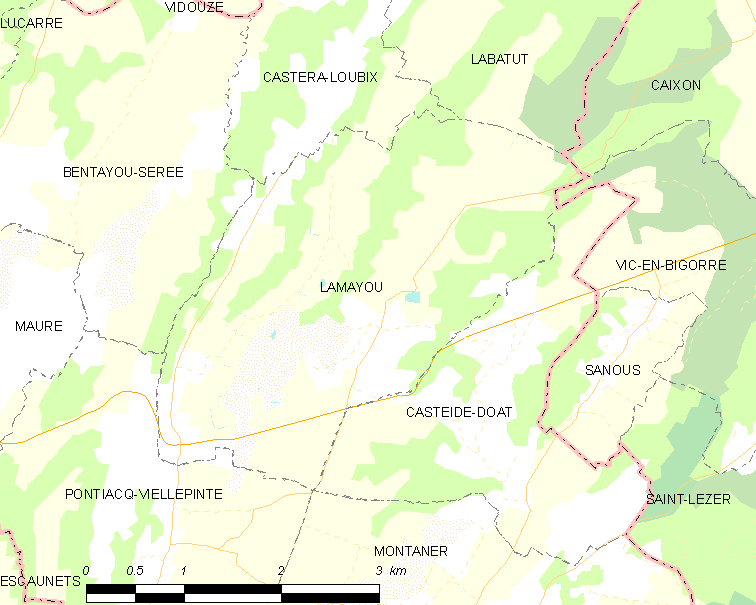
Карта коммуны

Коммуна расположена приблизительно в 640 км к югу от Парижа, в 170 км южнее Бордо, в 30 км к востоку от По.
По территории коммуны протекает река Эза.

### Климат
Климат тёплый океанический. Зима мягкая, средняя температура января — от +5°С до +13°С, температуры ниже −10 °C бывают редко. Снег выпадает около 15 дней в году с ноября по апрель. Максимальная температура летом порядка 20-30 °C, выше 35 °C бывает очень редко. Количество осадков высокое, порядка 1100 мм в год. Характерна безветренная погода, сильные ветры очень редки.

## Население
Население коммуны на 2010 год составляло 183 человека.
| 1962 | 1968 | 1975 | 1982 | 1990 | 1999 | 2010 |
| ---- | ---- | ---- | ---- | ---- | ---- | ---- |
| 205  | 215  | 210  | 203  | 194  | 214  | 183  |

## Администрация
| Период | Период | Фамилия      | Партия | Примечания |
| ------ | ------ | ------------ | ------ | ---------- |
| 1995   | 2020   | Жюльен Лаказ |        |            |

## Экономика
В 2010 году среди 111 человек трудоспособного возраста (15-64 лет) 95 были экономически активными, 16 — неактивными (показатель активности — 85,6 %, в 1999 году было 71,5 %). Из 95 активных жителей работали 88 человек (51 мужчина и 37 женщин), безработных было 7 (3 мужчин и 4 женщины). Среди 16 неактивных 6 человек были учениками или студентами, 9 — пенсионерами, 1 был неактивным по другим причинам.

## Достопримечательности
- Церковь Успения Пресвятой Богородицы (XVI век)[4]
- Церковь Св. Мартина (XIV век)[5]
- Церковь Св. Стефана (XI век)[6]
- Часовня XII века. Исторический памятник с 1996 года[7]

## Фотогалерея

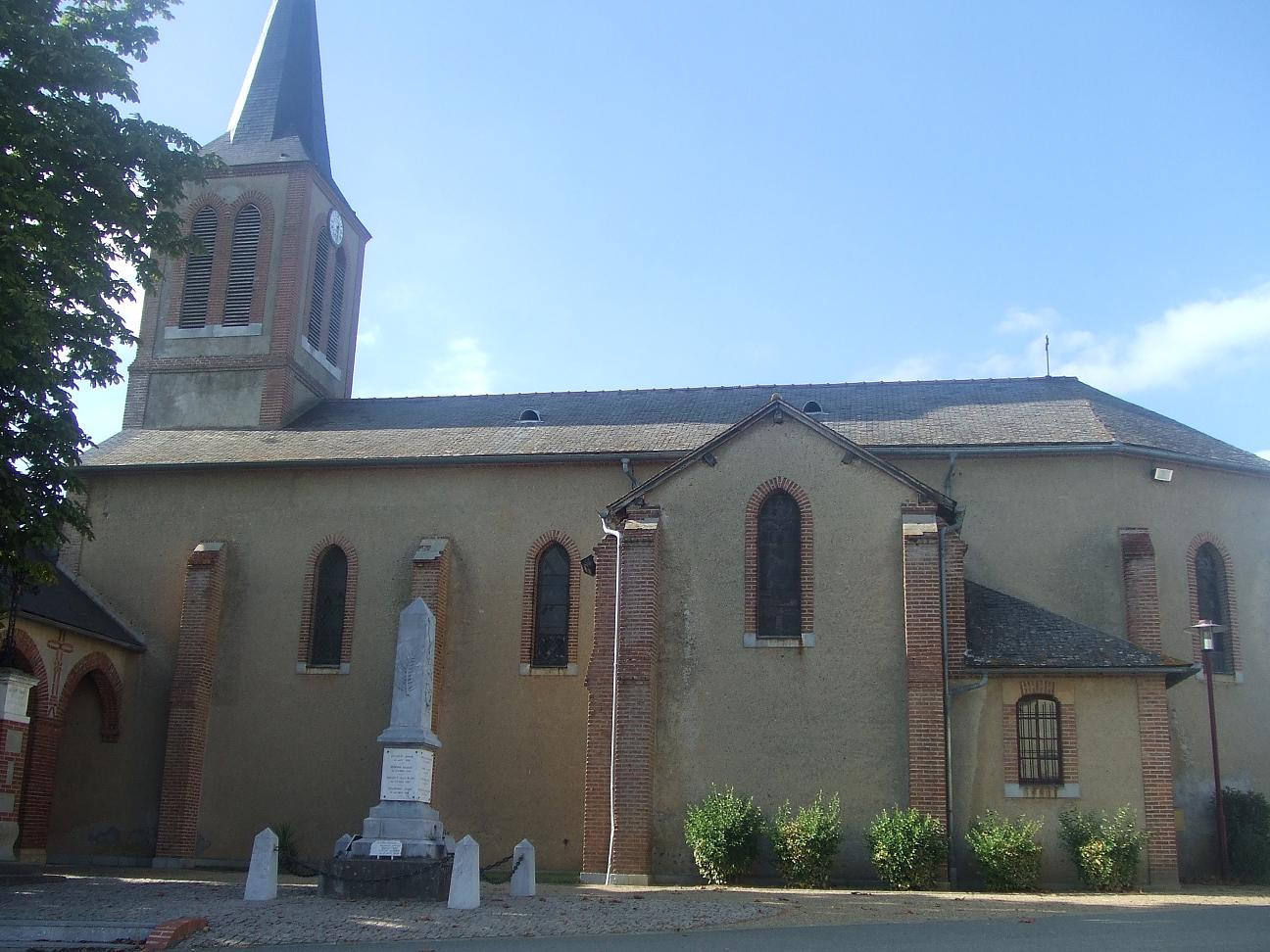
Церковь Успения Пресвятой Богородицы
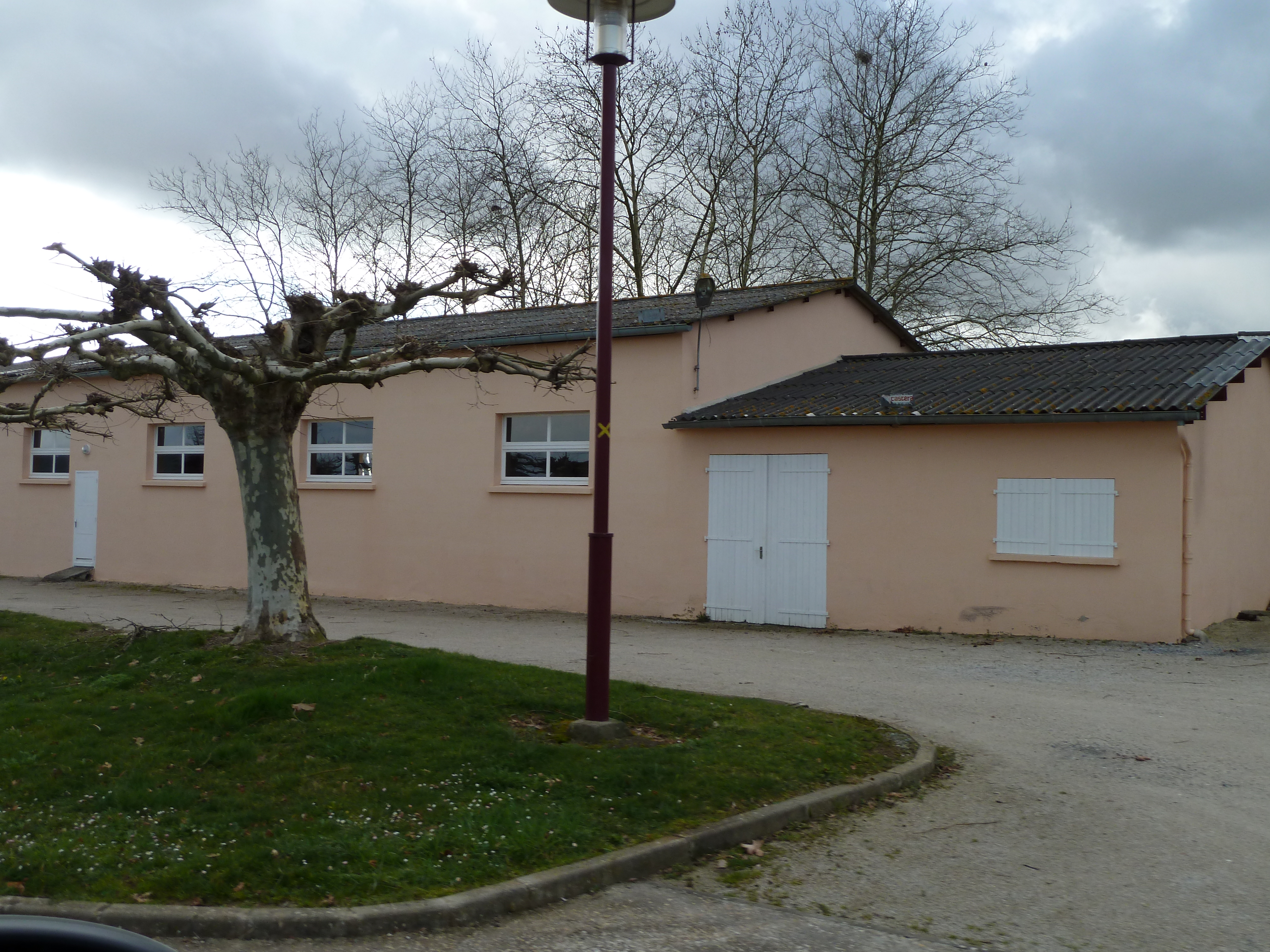
Зал
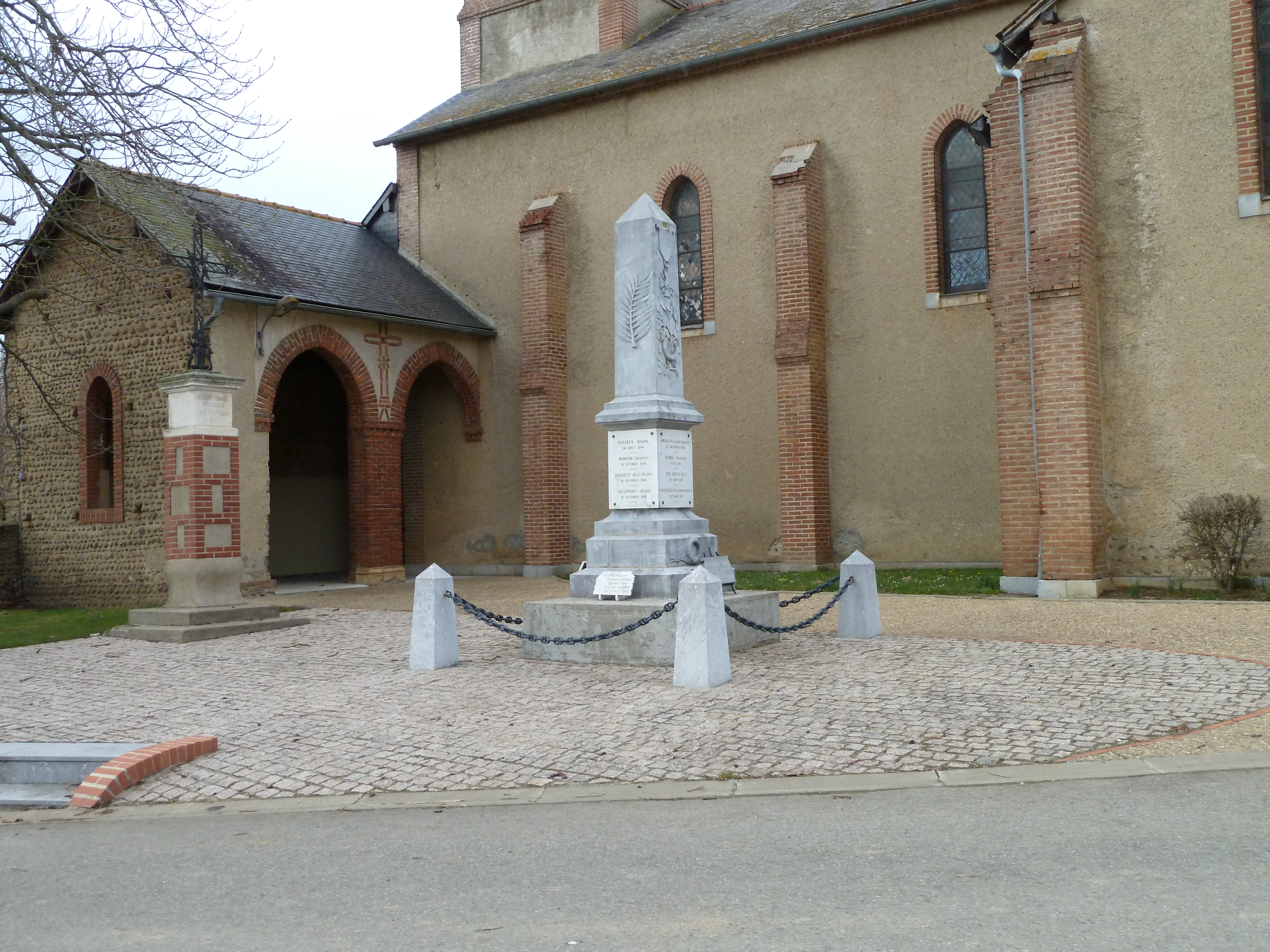
Военный мемориал